# Satyrus zarathustra
Satyrus zarathustra är en fjärilsart som beskrevs av Colin W. Wyatt 1966. Satyrus zarathustra ingår i släktet Satyrus och familjen praktfjärilar. Inga underarter finns listade.